# The Revenant Choir
«The Revenant Choir» —en español: «El Coro Espiritual»— es una canción de la banda japonesa de power metal Versailles lanzada como sencillo e incluida en su primer álbum de estudio Noble. La música fue compuesta por todos los miembros de la banda, al igual que la producción, mientras que la letra fue escrita solo por Kamijo. El vídeo musical fue dirigido por Takuya Machida y rodado en Antique Kan y Crow Studio en mayo de 2007. El sencillo se vendió inicialmente en una edición limitada en CD durante su concierto debut Boys Only el 23 de junio de 2007 en el Rock May Kan, se volvió a comercializar durante otros eventos y a pedido por correo a través de la revista SHOXX. El vídeo se vendió en un DVD durante la presentación del 24 de junio en el Ebisu Liquid Room.

## Antecedentes
Fue grabada, mezclada y masterizada en Applause Records Studio y Studio Freiheit en abril de 2007.

## Vídeo musical
La grabación se realizó en mayo de 2007 en Antique Kan y Crow Studio bajo la dirección de Takuya Machida. Fue distribuido en una edición limitada en DVD durante su presentación en el Ebisu Liquid Room el 24 de junio de 2007.

## Lista de canciones
| (CD)  |                                     |        |            |          |  |
| N.º   | Título                              | Letras | Música     | Duración |  |
| 1.    | «The Revenant Choir»                | Kamijo | Versailles | 8:51     |  |
| 2.    | «The Revenant Choir-Vocal Lesson-»  |        | Versailles | 6:24     |  |
| 3.    | «The Revenant Choir-Bass Lesson-»   | Kamijo | Versailles | 6:24     |  |
| 4.    | «The Revenant Choir-Drum Lesson-»   | Kamijo | Versailles | 6:26     |  |
| 5.    | «The Revenant Choir-Guitar Lesson-» | Kamijo | Versailles | 6:23     |  |
| 34:28 |                                     |        |            |          |  |

| (DVD) |                                      |        |            |          |  |
| N.º   | Título                               | Letras | Música     | Duración |  |
| 1.    | «The Revenant Choir» (Vídeo musical) | Kamijo | Versailles |          |  |

## Historial de lanzamientos
| Formato | Descripción | Fecha de lanzamiento     |
| ------- | --- | ------------------------ |
| CD      | CD edición limitada vendido durante el concierto Boys Only realizado en el Rock May Kan.                                    | 23 de junio de 2007      |
| DVD     | DVD edición limitada, vendido en las presentaciones debut y conciertos selectos.                                            | 24 de junio de 2007      |
| CD      | CD con un cover diferente y booklet de lujo vendido únicamente en el concierto Girls Only realizado en el Holiday Shinjuku. | 25 de julio de 2007      |
| CD      | CD mejorado con galería de imágenes digital, vendido a pedido por correo a través de la revista SHOXX.                      | 30 de septiembre de 2007 |

## Créditos
- Música y producción - Versailles
- Programación, producción ejecutiva, letras y vocalista - Kamijo
- Guitarra eléctrica - Hizaki y Teru
- Bajo - Jasmine you
- Batería - Yuki
- Piano - Kazami de DaizyStripper
- Coro - The Revenant Choir
- Narración en inglés - Leah Riegle
- Diseño - wait a minutes
- Director del vídeo - Takuya Machida
- Diseño de vestuario - Hidefumi Sato y Sawako Sato
- Peinados y maquillaje - Koitabashi, Nakamura y Nomura
- Fotografía - Takaaki Henmi
- Grabación, mezcla y masterización - Tsukasa Okamoto

Fuente: Discogs.